# Ludovico Merlini
Ludovico Merlini (ur. 12 listopada 1690 w Forlì, zm. 12 listopada 1762 w Rzymie) – włoski kardynał.

## Życiorys
Urodził się 12 listopada 1690 roku w Forlì, jako syn Simonego Merliniego i Chiary Fachinei. W młodości został referendarzem Trybunału Obojga Sygnatur i kanonistą Penitencjarii Apostolskiej. 27 października 1740 roku został tytularnym arcybiskupem Aten, a 8 grudnia przyjął sakrę. W latach 1741–1753 był nuncjuszem w Sabaudii i Sardynii. 24 września 1759 roku został kreowany kardynałem prezbiterem i otrzymał kościół tytularny Santa Prisca. Zmarł 12 listopada 1762 roku w Rzymie.